# Journal of Chemical Information and Modeling
Journal of Chemical Information and Modeling (abrégé en J. Chem. Inf. Model.) est une revue scientifique mensuelle à comité de lecture qui publie des articles de recherches originales dans les domaines de la chémoinformatique et la modélisation moléculaire.
D'après le Journal Citation Reports, le facteur d'impact de ce journal était de 3,738 en 2014. L'actuel directeur de publication est William L. Jorgensen (Université Yale).

## Histoire
Au cours de son histoire, le journal a plusieurs fois changé de nom :
- Journal of Chemical Documentation, 1961-1974  (ISSN 0021-9576)
- Journal of Chemical Information and Computer Sciences, 1975-2004  (ISSN 0095-2338)
- Journal of Chemical Information and Modeling, 2005-en cours  (ISSN 1549-9596)